# Austrosalomona zentae
Austrosalomona zentae är en insektsart som beskrevs av Rentz, D.C.F. 1988. Austrosalomona zentae ingår i släktet Austrosalomona och familjen vårtbitare. Inga underarter finns listade i Catalogue of Life.